# 第6の指
第6の指（だいろくのゆび、英: Sixth finger）は、人間の手に装着して、既存の身体とは独立して動かすことのできる、人工の指である。日本の電気通信大学とフランス国立科学研究センター（CNRS）が共同で研究を行っている。

## 技術研究
事故や先天性障害などで欠損した手指を補う能動義手は以前より存在したが、従来の技術では足など他の部位の動作を手指に連動させるものであり、義手を動かしたくないときは足を動かすことができないなどの制約を有していた。筋電位によって制御する筋電義手は、古くはドイツで1919年より開発が始められ、日本ではサリドマイド症の患児向けに1968年より研究が進められた。身体障害者福祉法による支給対象となったのは1995年であるが、支給へのハードルは高く、労働者災害補償保険による片腕上肢切断者への支給が始まったのは21世紀に入った2013年のことであった。
本研究では橈側手根屈筋、尺側手根屈筋、橈側手根伸筋、総指伸筋にセンサを取り付け、筋肉から生じる電気信号の一種である筋電位で、既存の5指に付設した6本目の人工指のモーターを制御する。自分自身の既存の指を動かす時とは異なる信号パターンを得た際に人工指を動かすようプログラミングすることにより、既存の指やほかの身体部位とは独立して人工指を動かすことが可能になる。筋電位を利用している点において、筋電義手に近い研究分野と捉えることができるが、欠損した機能を補填するのではなく、新たな機能を付加することを主眼とする。
電気通信大学大学院教授の宮脇陽一と当時大学院生だった梅沢昂平・鈴木悠汰、CNRS主任研究員のGowrishankar Ganeshが実験に用いた人工指は3Dプリンターで成形したABS樹脂製で、指骨を模した3つの部品で構成される。全長6cm・厚み3cm・幅2cmで、全体の重量は30g。サーボモータに接続したワイヤの牽引力で屈曲させ、指の背に取り付けたバネにより伸展させる構造である。左手の小指側に装着し、視覚的な齟齬を軽減するため6本指用のグローブを着用した。手のひらには、指の曲げ伸ばしと同期して皮膚へ刺激をフィードバックする刺激ピンが備えられている。このピンは着脱式で、刺激を付与しない運用も可能である。人工指を自らの身体の一部と感じる「身体化」が起きるか否かの実験では、18人の被験者は1時間ほどの習熟で直感的に動かせるようになったと主観で回答した。人工指を外した後に小指の位置感覚を測定したところ、人工指が身体の一部としてなじんだと回答した被験者ほど位置感覚のばらつきが大きく表れた。これは人工指が身体化したことにより、手の端の感覚が曖昧になったことを客観的に示すと捉えられる。「第6の指」を動かすために脳のどの領域が反応しているかは明らかになっておらず、体性感覚野や運動野を中心に研究が進められる。
この研究は科学研究費助成事業およびERATOの「稲見自在化身体プロジェクト」の支援を受け、研究成果は2022年2月14日にScientific Reportsに掲載された。

## 将来
本研究はブレイン・マシン・インタフェースやトランスヒューマニズムとも関連し、筋電義手のように喪失した身体部位を補うだけでなく、健常者に対して6本目の指として身体機能を拡張する可能性を示している。より強さのある駆動系を搭載した6本目の指によるキーボードの高速なタイピングや、音楽シーンに変化をもたらす楽器の演奏、さらには3本目の腕や4本の脚、将来的には人類の進化の過程で失われた尾や、人体に備わることのなかった翼などへの研究の展開も考えられる。これらが現実のものとなった日には、身体障害の概念を一変する可能性も秘めている。